# دير القديس نيوفيت
دير القديس نيوفيتوس ((باليونانية: Ιερά Μονή Αγίου Νεοφύτου)‏ يقع في الغرب من بافوس وهو واحدة من أشهر الأديرة في قبرص. أسسها الراهب نيوفيتوس في القرن الثاني عشر. يعد مكان الإقامة حاليًا متحفًا يتكون من (مكان العزلة، الذي تم بناؤه في كهف طبيعي مع كنيسة صغيرة) والدير.  

## التاريخ
تم تأسيس دير آغيوس نيوفيتوس على يد نيوفيتوس. بعد أن سُجن بسبب متابعته لحياة الزهد، فر إلى تلال قبرص ووجد كهفًا طبيعيًا صغيرًا في عام 1159. أخذ شهور ليتأكد من أن المنطقة كانت مهجورة وهادئة وقام ببناء زنزانته المحصنة وكنيسة صغيرة وقبره في نهاية المطاف على الرغم من أنه بدأ بمثابة صومعة لنوفيتوس بمفرده، إلا أنه في النهاية اكتسب القليل من التابعين واسس مجتمعًا رهبانيًا هادئًا في عام 1170 عندما أقنعه أسقف بافوس بأخذ تلميذ. كان «نيوفيتوس» يعارض بشدة المادية مما أبقى سكان الرهبان أصغر بكثير من الأديرة الأخرى في ذلك الوقت. في مرسوم الطقوس الثاني، ذكر أن عدد الرهبان كان حوالي خمسة عشر أو ثمانية عشر.
بعد وفاته، تم دفنه داخل الدير وفقا لتعليماته التفصيلية الخاصة. تم ذكر خليفته أشعياء في كتابات نيوفيتوس ولكن لا يوجد شيء معروف عن وقته باسم رئيس الدير ولا توجد أي معلومات حول أي أبوتات أخرى خلال القرنين الثالث عشر أو الرابع عشر أو الخامس عشر. ومع ذلك، فمن المتوقع أن رؤساء الدير الذين خلفوا نيوفيتوس لم يتبعوا نفس نمط حياته الانعزالي. تم توسيع الدير وإضافة لوحات وزخارف جديدة على مر القرون. تم إجراء إصلاحات رئيسية واحدة من قبل راهب آخر يدعى نيوفيتوس في عام 1503 والذي طلب تجديد العديد من الأعمال الفنية الأصلية بالإضافة إلى أيقونات جديدة إضافية دفعت جميعها بأمواله الخاصة. تقلب المجتمع بين النمو والانحدار لعدة قرون، لكنه أصبح راكداً في القرن السابع عشر. في عام 1631، بعد أن بدأ رئيس دير ليونتيوس منع حلها، أعلن أن للبطريرك سيريل لوكاريس من القسطنطينية الأسبقية على جميع الأديرة الأخرى في قبرص. على مر القرون العديدة الماضية، غالبًا ما تم ترميم الدير ومبانيه وتوسيعه لمنعهم من الضياع من الزمن. لا يزال الدير مسكون حتى يومنا من أجل الحفاظ على المخطوطات التاريخية المكتوبة داخل جدران الصومعة.

## هندسة معمارية

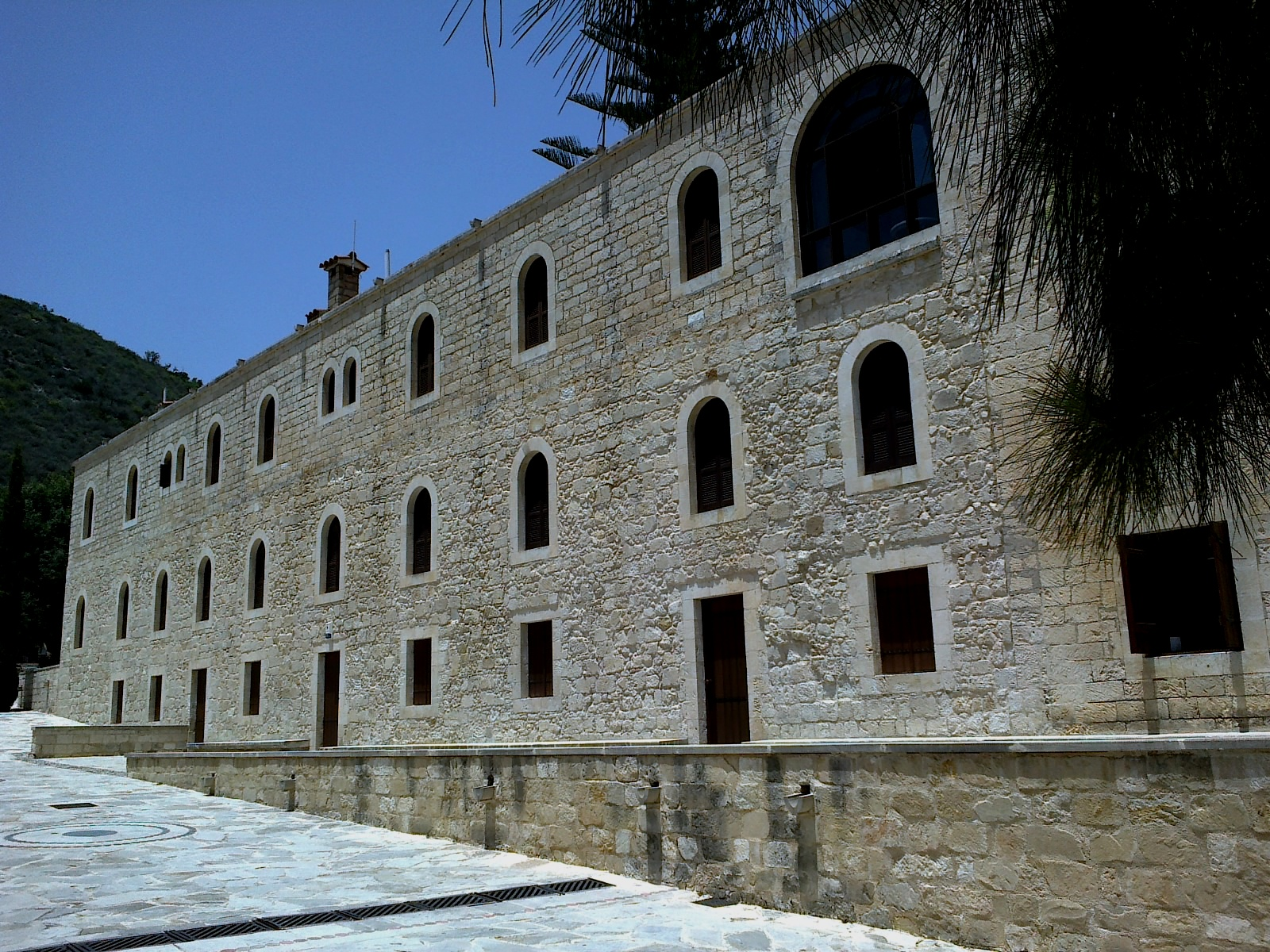

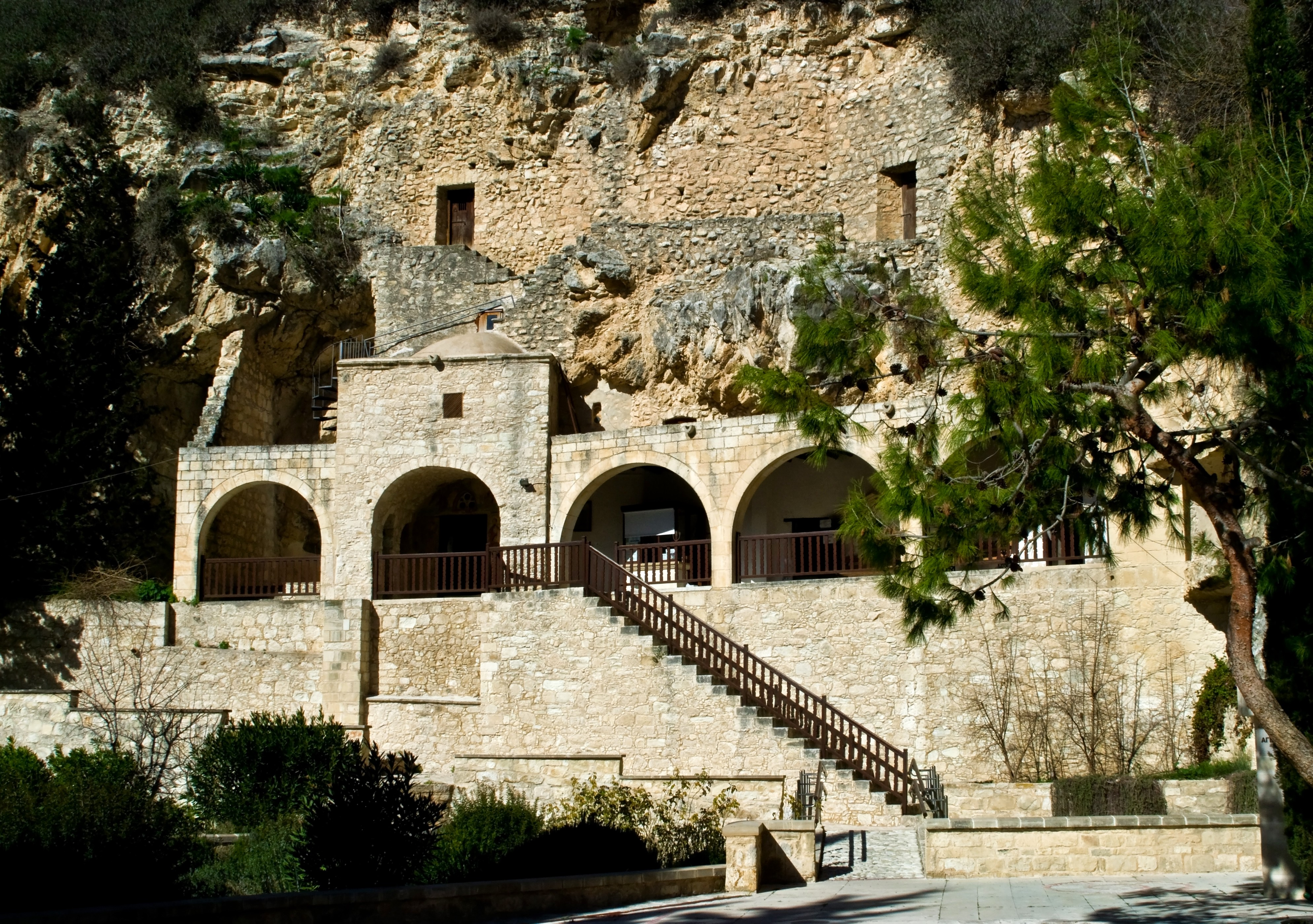
الجزء الخارجي من الصومعة

الصومعة الأصلية للقديس نيوفيتوس تتكون من ثلاثة أجزاء: كنيسة الصليب الحقيقي خلية نيوفيتوس وغرفة الطعام. الثلاثة منحوتين في وجه صخري حاد حيث كان نيوفيتوس يرغب أولاً في الاستقرار كناسك (راهب). صحن الكنيسة شبه منحرف ذو قبة كبيرة يقع في مدخل الصومعة تليها غرفة الطعام على الجانب الشمالي وخلية في الجنوب. يتم تغطية الجسم الرئيسي للكنيسة بلوحات الحائط من جميع أنحاء تاريخ الدير. يحتوي الجدار الشرقي على مكان صغير الحجم على شكل متقاطع كان يضم في السابق صليبًا خشبيًا يحتوي على قطعة من الصليب الحقيقي والتي حصل عليها مؤسسها نيوفيتوس.
خارج الصومعة يوجد الكنيسة الرئيسية للدير الكاتوليكون. هي كنيسة كبيرة مستوحاة من عمارة مدينة البندقية والتي تم بناؤها في وقت ما خلال أوائل القرن السادس عشر. كما تم تزيينها برسومات الحائط على الرغم من أن القليل منها قد نجا حتى يومنا هذا. يضم الدير حاليًا أيضًا متحفًا موجودًا لتثقيف الزوار حول تاريخ المجتمع الرهباني وعرض العديد من الرموز والمخطوطات.

## لوحات
غالبية اللوحات التي أنجزت في جزء الصومعة الأصلي من الدير أثناء حياة نيوفيتوس قد قام بها ثيودور أبسويديس في عام 1183 كما هو مذكور في كتابات القديس. تم الانتهاء من الروافد الأخرى للدير التي تم رسمها أيضًا في القرن الثاني عشر في وقت لاحق على الأرجح في وقت ما بعد عام 1197. هناك اختلافات أسلوبية بين المنطقتين التي تشير إلى أنه تم رسمها بواسطة فنانين من خلفيات مختلفة. تتبع معظم اللوحات في الصومعة الزخرفة التقليدية للكنيسة البيزنطية مثل الصلب والبشارة. ومع ذلك، هناك بعض الانحرافات المثيرة للاهتمام من اللوحات الجدارية العادية. مشهد واحد يصور المؤسس، نيوفيتوس إلى جانب رؤساء الملائكة مايكل وجابرييل في الجزء العلوي من السقف. وآخر على وشك التجديف يظهر الراهب الذي يحضر خدمة إلهية داخل ماندورلا المسيح. يوصف «نيوفيتوس» بأنه شخص بلا جدوى وهو ما قد يفسر السبب في أن الكثير من اللوحات الموجودة خارج المشاهد التوراتية تبدو آثارًا على حياته وإنجازاته.
أظهرت دراسة على العديد من اللوحات التي تزين جدران الدير أن هناك على الأقل خمس مراحل من الرسم تم القيام بها على مدار تاريخ الصومعة. احتوت العديد من الأصباغ المستخدمة على مستويات عالية من الرصاص مما يشير إلى أن الفنانين تم تدريبهم على رسم أيقونات على الخشب وليس في رسم اللوحات الجدارية على الجدران. تم العثور على العديد من أصباغ باهظة الثمن مثل اللازورد والذهب والفضة. تربط هذه النتائج الدير بتوجيه النفوذ البيزنطي في الفنون الجميلة إضافة إلى النفوذ السياسي بسبب كون قبرص تحت سيطرة الأتراك خلال فترة غالبية اللوحات.